# 李源棧
李源棧（1910年2月2日—1969年7月13日），字逸仁（一說逸人），男，台南廳阿公店支廳圍仔內區（今高雄市湖內區）人，臺灣醫師與政治人物，是臺灣醫師從政參選的先驅及投身民主運動的代表之一。

## 背景
李源棧年少時畢業於臺北高等商業學校，後赴日本東京郁文館中學就讀，岩手醫學專門學校畢業，後留任該校附設醫院小兒科副主任、岩手縣東山醫院小兒科副主任。28歲時與畢業於台南州立第一女子中學、岩手醫校助產科的魏鶯霜結婚，婚後共育有11個子女。戰後返臺在高雄市左營區開設李源棧醫院，對海軍軍區眷屬及地方頗多關懷。
於此同時，海軍專員公署為借重李源棧在商科方面的才能，聘其為海軍營產接收征查處組長，協助清查移交原日本海軍官產事務，而後再獲海軍與高雄市政府聘為顧問，這些經歷與他的廣結善緣成為爾後從政的社會基礎。

## 參政
早年在日本內地留學時觀察其發展多年的李源棧對民主政治有所期許，乃先於1951年初參加第一屆高雄市長選舉，在三名候選人中以43.7%的第二高票輸給國民黨籍的半山仔謝掙強。1952年再以無黨籍身分參選左營楠梓選區市議員，以第二高票進入第二屆高雄市議會，最高票連任至第三屆後，1957年又以最高票當選第三屆臺灣省臨時省議會議員(後因臺灣省臨時省議會於1959年改制為臺灣省議會，所有臨時省議員均直接改任第一屆臺灣省議員)，共連任三屆。
自三十餘歲開始的大光頭是李源棧的標誌，問政內容廣泛，含括民生建設、醫療衛生、行政內政、農林水利、民主政治、教育社會等，條理清楚，問題尖銳，直接挑戰執政當局的諸多弊病，甚至不惜違反議事規則與官員、議長與副議長等於議事場上針鋒相對。
他被認為是省議會中極具質詢爆發力之黨外議員，對於政治監督有其堅持，意志絕不妥協，外號「照夜白」，在會中與李萬居、郭國基、郭雨新、吳三連等黨外議員並稱「省議會五虎將」，又與同樣出身醫界而被譽為「嘉義媽祖婆」的許世賢合稱「五龍一鳳」；這些人代表民意監督政府，敢於批評時政缺失，問政言論反抗中國國民黨獨裁，堪稱台灣議會政治之濫觴，甚獲人民尊重。他也曾參與雷震於1960年籌組新政黨中國民主黨的運動，是台灣戰後時期民主化與本土化等社會運動的先驅人物之一。
1964年欲挑戰時任高雄市長的國民黨籍陳啟川，失利。1969年因心臟病過世。